# Leonurina

Leonurina, um alcalóide psicoativo achado em algumas plantas da família lamiaceae.

A leonurina é um alcalóide psicoativo encontrado nas espécies Leonotis leonurus, Leonotis nepetifolia e Leonotis artemisia, como também em algumas outras plantas da família Lamiaceae. A leonurina é diluída facilmente em água.  